# 米特罗维察
米特罗维察，又称科索沃米特罗维察（羅馬化：Kosovska Mitrovica），是科索沃米特羅維察區南米特罗维察市镇内的城市，位于伊巴爾河及锡特尼察河岸边，为同名区的行政中心。南米特罗维察市镇还包括市区之外的聚居点。
2013年北科索沃危机之后，原米特罗维察市镇被分成两部分，塞族占多数北部成立为新的北米特罗维察市镇，而剩下的南部大部分区域则命名为南米特罗维察市镇。

## 歷史

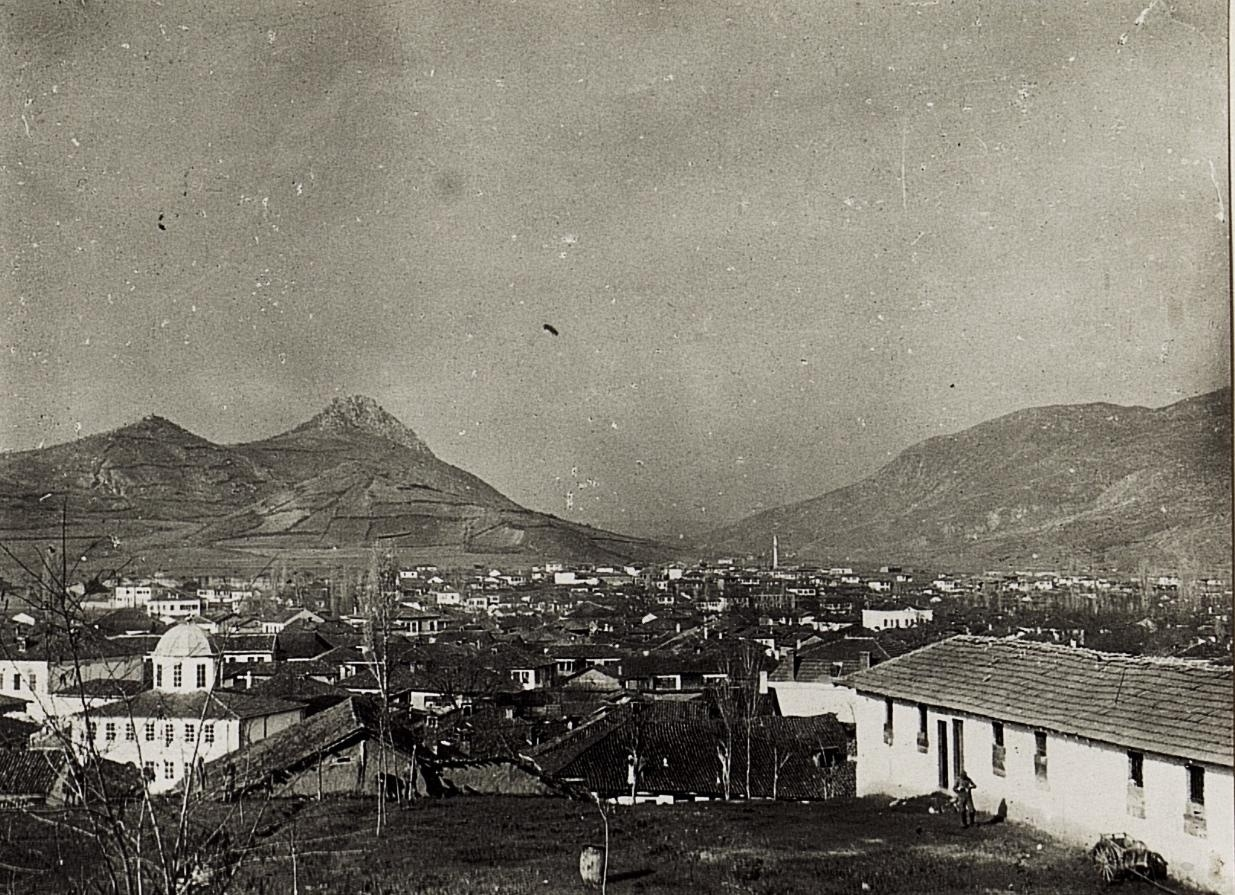
第一次世界大戰時期的米特羅維察

### 中世紀
這座城市是科索沃歷史最悠久的定居點之一，在中世紀首次以書面文件提及。 “科索沃米特羅維察”這個名字來自十四世紀，從塞薩洛尼基的聖德米特里， 但是還有一些關於它的名字來源的傳說。 在米特羅維察附近是Zvečan的中世紀堡壘，在Nemanjić之家統治下塞爾維亞王國期間發揮了重要作用。
在奧斯曼帝國的統治下，米特羅維察是典型的小東方城市。在該地區發現並開采了鉛礦石之後，到了19世紀該城市發展迅速，這是科索沃歷史上最大規模的工業城市之一。
米特羅維察成為一個工業城市，是因為附近的TrepčaMines鎮原來是科索沃的經濟中心。而隨著1873-1878年由米特羅維察至斯科普里的鐵路線的建成，該鐵路線便成為貿易和工業中心樞扭，並將米特羅維察與塞薩洛尼基港口連接起來。後來又有一條鐵路線將這個城鎮連接到貝爾格萊德和西歐。 在二戰期間，這座城市是塞爾維亞軸心國的一部分。1948年，米特羅維察的人口為13901人，1990年代初為75000人。

### 現代
1999年的科索沃戰爭嚴重破壞了米特羅維察市。根據歐洲安全與合作組織（歐安組織），該地區曾是戰爭前科索沃解放軍（KLA）的游擊活動活躍地點。它是在北約的法國部門的指揮下進行的。7000名法國軍隊駐紮在西部地區，總部設在米特羅維察。他們得到了來自阿拉伯聯合酋長國的1,200名部隊和少數丹麥部隊的支援。
在科索沃戰爭之後，該鎮成為科索沃族裔分裂的象徵。估計有5萬名阿爾巴尼亞人重建了該鎮南部一半受到嚴重破壞的地區。隨著來自農村被毀村莊的難民的到來，他們的人數也隨之增加。大約6,000人羅姆人逃往塞爾維亞，或被遷往一個在北科索沃米特羅維察兩個移民安置營，Cesmin Lug或Osterode。在北科索沃，住有大約17 000名科索沃塞爾維亞人，其中有2000名科索沃阿爾巴尼亞人和1700名波斯尼亞人居住在伊巴爾河北岸的離散飛地。居住在南岸的幾乎所有塞族人在科索沃戰爭之後都流離失所而來到北米特羅維察。2011年，該市總人口估計為71,601人。
米特羅維察成為塞阿兩族之間種族衝突的焦點，雙方因民族主義極端分子的存在而加劇。連接城鎮兩邊的橋樑，都由防止對方入侵的武裝集團守衛。由於該鎮緊張的局勢，駐科索沃部隊和聯合國科索沃臨時行政當局特派團（科索沃特派團）警察駐紮在這裡，以避免局勢惡化。然而，暴力和騷擾往往是針對河流兩側“錯誤的”族群的成員，因此需要在城市的個別地區甚至個別建築物前設置部隊和警察檢查站。
2004年3月17日，一名阿爾巴尼亞兒童在河中溺水，造成該鎮重大種族暴力事件，一名塞爾維亞少年死亡。數千名憤怒的阿爾巴尼亞人和塞爾維亞人動員起來阻止他們渡過河流，這場示威活動淪為暴動和槍聲，至少造成八名阿族人死亡，以及至少三百人受傷。自從1999年戰爭（其中11人死亡）以來，流血事件引發了最嚴重的科索沃騷亂。
當地監獄是2004年4月18日發生的一起國際事件，當時約旦警察艾哈邁德·穆斯塔法·易卜拉欣（Ahmed Mustafa Ibrahim）作為聯合國監獄警衛人員開槍掃射一批聯合國警察，造成3人死亡。

#### 科索沃獨立
2008年2月17日科索沃宣布獨立事件之後，米特羅維察市內的緊張局勢大幅惡化。大約150名科索沃塞族警察拒絕接受阿爾巴尼亞人所主導的科索沃政府當局的獨立行動，但被當局中止。
塞族示威者企圖阻止阿爾巴尼亞人主導的法院僱員穿過伊巴爾大橋上班。聯合國警察於3月14日突擊搜查法院，對塞族人使用催淚彈，其中一些示威者受傷。
3月17日，一枚手榴彈的爆炸使多名聯合國和北約人員受傷; 聯合國部隊後來從米特羅維察北部撤出。

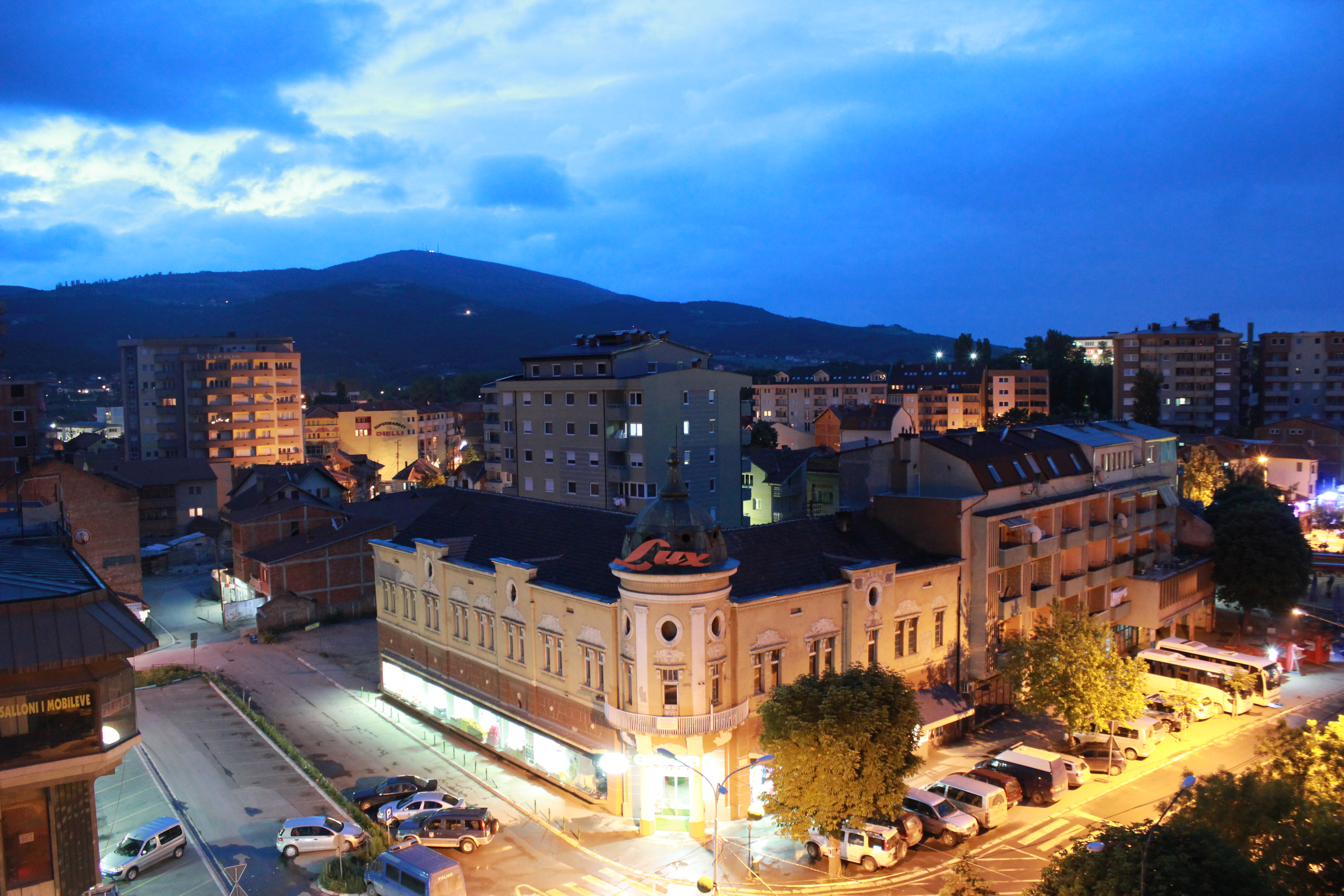
米特羅維察市

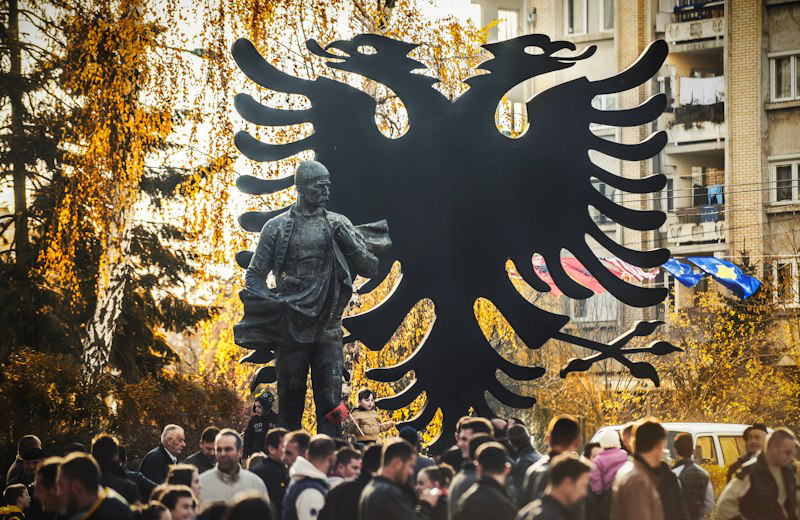
Isa Boletini在阿爾巴尼亞獨立100週年紀念活動期間米特羅維察中心落成的雕像落成

塞爾維亞少數民族最初在這個城市組建了科索沃和梅托希亞共同體，但它卻沒有一套警察系統。塞爾維亞人拒絕接受科索沃法院的管轄權， 科索沃共和國領導人對該地區的未來表示關切，表示他們承諾將米特羅維察保持在科索沃的一部分地區，防止在那裡發生犯罪或戰爭。 不過隨著2013年“布魯塞爾協定”的簽署，科索沃的塞族政府接受了普里什蒂納辦事處的警察部隊和法院，並對與科索沃共和國標誌的選票進行投票。而當選的塞爾維亞人自治政府向科索沃共和國政府發誓支持塞阿兩族和平友好進程。現時塞阿兩族關係已較早年有所改善，雙方開始有往來交流的情況。
在科索沃獨立時，為了建立兩族共融信任和信心，科索沃政府當局非常注意兩族文化和宗教象徵有否衝突，例如米特羅維察的塞爾維亞東正教公墓，應避免設置於伊巴爾大橋以南的阿爾巴尼亞人集居地。不過，在獨立前位於米特羅維察的阿爾巴尼亞人公墓和位於北科索沃米特羅維察塞爾維亞人公墓皆遭到惡意破壞，數百個墓碑碎片和教堂被褻瀆和燒毀，其中大部分事件發生在1999年和2004年3月，而到了2007年和2008年仍有發生。這些零星的惡意破壞行為，一些據說是米特羅維察附近的城市阿什卡利的阿爾巴尼亞人居民毆打塞爾維亞人的行為而致的，北科索沃米特羅維察的塞爾維亞人經常把兩個公墓作為歌頌塞爾維亞人和敵對阿爾巴尼亞人的標誌，科索沃政府當局在獨立之初未能修復兩族恩怨情仇，因此當時科索沃政府向北科索沃米特羅維察塞爾維亞人發送可怕的消息：一旦你們塞爾維亞人故意侮辱阿爾巴尼亞人，將來你們塞爾維亞人也必然會受到阿爾巴尼亞人的侮辱。

## 政治
- 2016年8月，連接阿族和塞族人區的伊巴爾大橋將會重建，以清除橋上所有障礙物、重修破爛的馬路和行人路、翻新橋樑以及加設坐椅。而重建這座橋其資金為120萬歐元以上，由歐洲聯盟資助的投資將有助於促進米特羅維察南北兩族交流和對外的遊客接觸，這計劃是協定貝爾格勒和普里什蒂納兩國政府官員之間談判的結果，藉此促進兩族交流，減少歧見。2017年2月17日（即科索沃獨立紀念日）伊巴爾大橋正式對外開放給遊客和塞阿兩族人民使用，伊巴爾大橋重新開通象徵着自由、和平、兩族共融的意義。

## 經濟
2016年8月，肯德基在科索沃米特羅維察開設肯德基餐廳分店，而科索沃共有5間肯德基餐廳分店。

## 民族構成

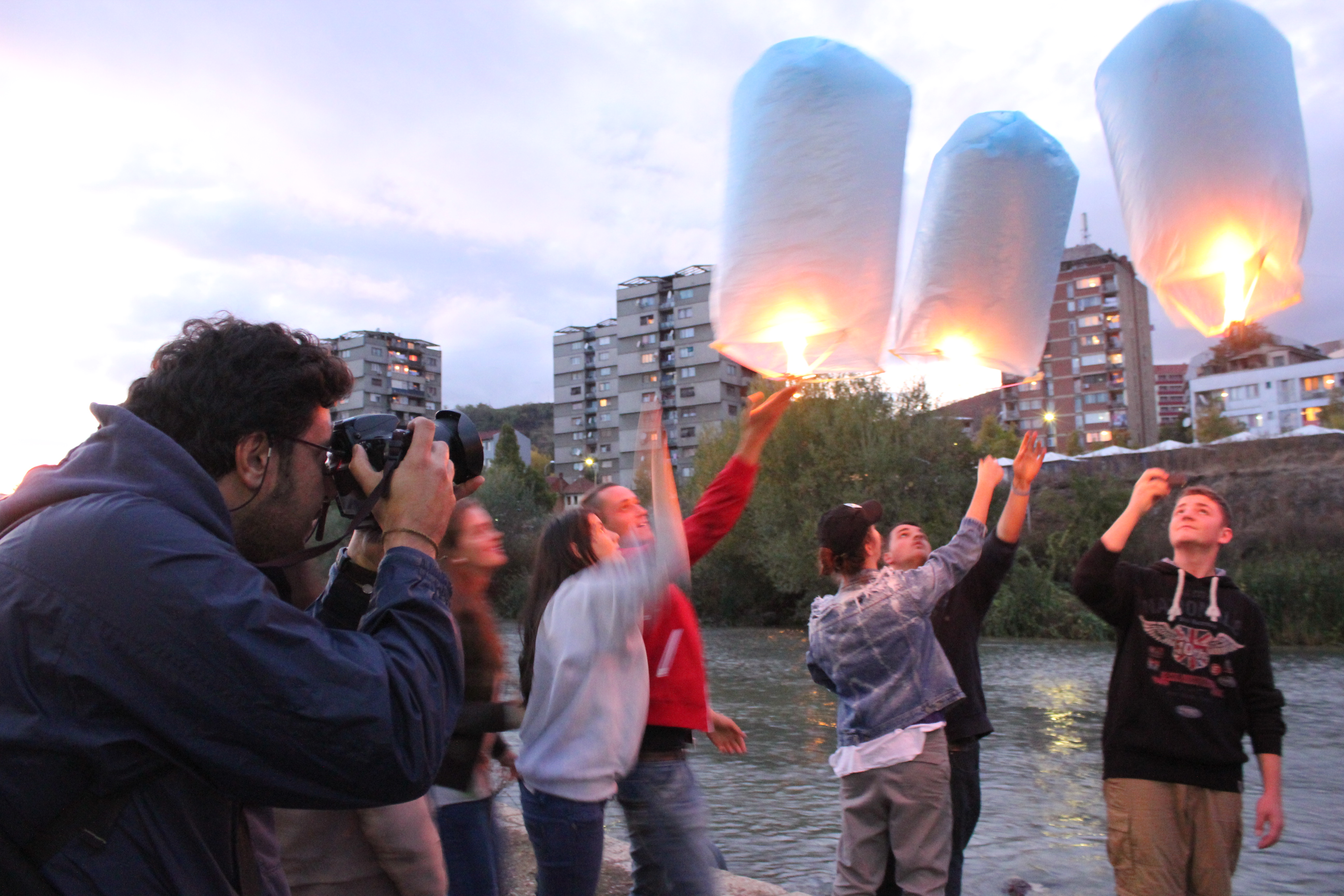
在米特羅維察的伊巴爾河畔的年輕人

| 民族             | 人口   | 所佔百分比 |
| ---------------- | ------ | ---------- |
| 科索沃阿族人     | 69,497 | 96.65%     |
| 科索沃塞族人     | 14     | 0.02%      |
| 科索沃土耳其人   | 518    | 0.72%      |
| 科索沃波斯尼亞人 | 416    | 0.58%      |
| 科索沃羅姆人     | 528    | 0.73%      |
| 阿什卡利人       | 647    | 0.9%       |
| 巴爾幹埃及人     | 6      | 0.01%      |
| 戈拉尼人         | 23     | 0.03%      |
| 其他             | 47     | 0.07%      |
| 不回答           | 61     | 0.08%      |
| 未指定           | 152    | 0.21%      |
| 總計             | 71,909 | 100%       |

| 民族               | 人口   | 所佔百分比 |
| ------------------ | ------ | ---------- |
| 科索沃阿族人       | 867    | 7.03%      |
| 科索沃塞族人及其他 | 11,459 | 92.97%     |
| 總計               | 12,326 | 100%       |

## 氣候
米特羅維察屬於溫帶大陸性氣候，由於位處科索沃北部平原，冬季直接受來自北歐和東北歐南下的寒潮影響，其天氣可謂十分寒冷，一般來說平均日低溫會在0度或以下，強寒潮抵達時往往會跌至零下10度或更低，亦經常出現凍雨、霜及雪；而夏季天氣溫暖較乾燥，日間最高氣溫在25至35度左右，有時受熱對流影響出現雷雨或冰雹。四季氣溫變化很大，而降水量較科索沃其他平原地區來說為少。